# Liriomyza insignis
Liriomyza insignis este o specie de muște din genul Liriomyza, familia Agromyzidae, descrisă de Spencer în anul 1963. Conform Catalogue of Life specia Liriomyza insignis nu are subspecii cunoscute.